# Forks

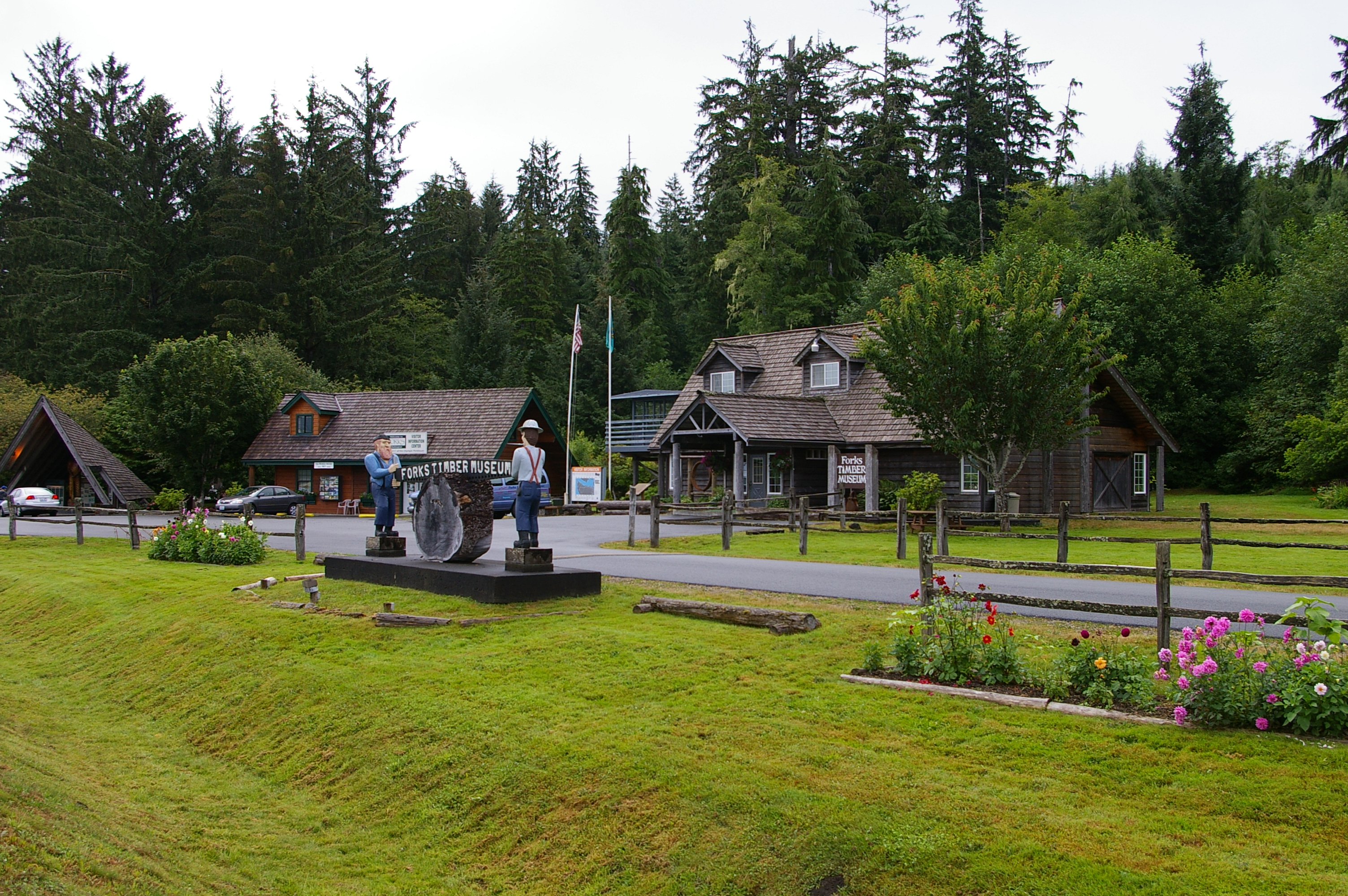
Miejscowe muzeum

Forks – miasto w Stanach Zjednoczonych, w stanie Waszyngton, w hrabstwie Clallam.
Przez wiele lat gospodarka miasta opierała się na przemyśle drzewnym. Obecnie jest to popularne miejsce do uprawiania wędkarstwa. W rzekach licznie występują łososie i pstrągi tęczowe. Główną atrakcją turystyczną jest park narodowy Olympic.
W spisie powszechnym z 2000 roku w mieście żyło 3120 osób, 1169 gospodarstw domowych i 792 rodzin. Gęstość zaludnienia wynosiła 386,1 osób na km². Było 1361 mieszkań przy średniej gęstości 168,4/km².